# Somebody to Love (canción de Justin Bieber)
«Somebody to Love» es una canción  interpretada por el cantante canadiense Justin Bieber y el segundo sencillo de su álbum, My World 2.0. Fue escrita por Bieber, Heather Bright y The Stereotypes, y producida por The Stereotypes. 
El tema fue grabado originalmente como un demo por el cantante de R&B, Usher, para su sexto álbum de estudio, Raymond v. Raymond. Sin embargo la inclusión de la canción en el disco de Usher se complicó por dificultades con su sello discográfico, y se alentó a que The Steryotypes le otorgaran la canción a Bieber, quien la grabó y contó con la colaboración de Usher en los coros. Es una canción de baile, alegre, con tonos de R&B y con influencias de eurodisco. El 20 de abril de 2010 se realizó su lanzamiento en las radios estadounidenses. La remezcla oficial, en la que Usher hace de corista, fue publicada el 25 de junio de 2010. 
El tema ha recibido reseñas positivas por parte de los críticos, quienes han alabado su contenido lírico y su ritmo bailable.
La canción se convirtió en su tercer sencillo en colocarse en las primeras diez posiciones de éxitos en Canadá y en su cuarto sencillo en alcanzar las veinte primeras posiciones de las listas de conteo en los Estados Unidos. El tema también se posicionó en las veinte primeras posiciones de éxitos en Alemania, Nueva Zelanda, Australia, etc. Bieber ha interpretado la canción en varias ocasiones como en MTV Video Music Awards (2011) y en el programa británico Factor X.

## Antecedentes
Originalmente la canción fue compuesta por The Stereotypes para el sexto álbum de estudio de Usher, Raymond v. Raymond. Un tema similar, compuesto por Jimmy Jam y Terry Lewis, titulado «Lingerie», se filtró en Internet a principios de 2010, junto con una versión prematura de «Somebody to Love». Sin embargo, ninguna de las dos canciones aparecieron en el álbum Raymond V. Raymond. Tiempo después se anunció que la canción sería publicada en el disco My World 2.0 e incluiría coros de Usher. En una entrevista realizada por MTV News en abril de 2010, Bieber dijo que deseaba que la canción fuera lanzada como el segundo sencillo de My World 2.0, pero comentó que no tenía la potestad para tomar las deciones finales y que posiblemente el segundo sencillo sea «U Smile» u otro. Sobre el álbum, dijo: «Se trata básicamente acerca de alguien a quien amar. Es estupendo. Es juvenil. Es bonito. Es como un disco universal».
En una entrevista para la revista Rap-Up, Jonathan Yip de The Stereotypes, confirmó que la canción fue compuesta inicialmente para Usher pero que nunca se llegó a un acuerdo con su discográfica. Según Yip, Pérez Hilton fue quien recomendó que la canción fuese asignada a Bieber, y que tiempo después los productores estuvieron de acuerdo. Yip también añadió que en la discográfica de Usher, Jive Records, los productores no estaban seguros de lo que querían hacer con el álbum de Usher. Por lo tanto decidieron contactar al mánager de Bieber, Scooter Braun, quien aseguró que el cantante canadiense estaba disponible para grabar la canción. Acerca del remix, Jonathan Yip comentó, «Usher está de vuelta en el disco, en el remix, no hay nada de qué quejarnos». Una versión de la canción, en la que Usher participa como vocalista principal y Bieber haciendo los coros, fue incluida en el sexto álbum de estudio de Usher titulado Versus. Esta nueva versión fue producida por Benny Blanco.

## Composición y recepción crítica
La canción «Somebody to Love» tiene un tempo moderado, es de estilo dance-pop y urban, y mezcla la voz R&B de Bieber. Contiene características de electropop e integra también Eurodisco. Está escrita en la tonalidad de sol menor y sigue la progresión armónica do menor-mi bemol-fa (Cm–E♭–F).
Jocelyn Vena de MTV News describió al sencillo como «un tema bailable en el que profesa su amor por una chica y le dice que hará cualquier cosa por ella», y «una canción de pop perfecta para los clubs nocturnos». Jody Rosen de la revista Rolling Stone dijo que la canción era un «Eurodisco descomunal». Lauren Carter, del Boston Herald, comentó que el tema musical es «divertido y alegre» y dijo, «es una canción sobresaliente y la pista para descargar da a los oyentes tiempo para bailar, o soñar despierto». Fraser McAlpine de BBC Music indicó que «'Somebody to Love' es una declaración sin tapujos a un alma gemela, manifiesta algo que todos hemos sentido». Mónica Herrera de Billboard dijo, «'Somebody to Love' es una clara evidencia de que Bieber es capaz de despejar el obstáculo entre estrella adolescente a estrella adulta».

## Rendimiento en las listas de éxito
En los Estados Unidos, «Somebody to Love» ingresó en la lista de éxitos Billboard Hot 100 en la posición noventa y ocho. Después de semanas de ascender constantemente en las listas de conteo, el 17 de julio de 2010, el sencillo alcanzó la decimoquinta posición. Con el lanzamiento de My World 2.0, la canción se comercializó de manera digital, lo que impulsó sus ventas y permitió que el tema debutara en el puesto noventa y cuatro en el Canadian Hot 100. Una semana después la canción salió de la lista de posiciones canadiense y el 12 de junio de 2010 volvió a entrar en el puesto noventa y uno. Después de constantes ascensos y descensos en las listas, la máxima posición que alcanzó el sencillo fue la cuarenta y cuatro en la semana del 3 de julio de 2010.

## Video
El video musical de la versión remix, en la que cuenta con la colaboración de Usher, fue filmado durante la semana del 9 de mayo de 2010 y fue dirigido por Dave Meyers. La coreografía estuvo a cargo de Jamaica Craft, quien se ha destacado por su trabajo coreográfico en vídeos musicales de Usher y Ciara. A diferencia de los videos anteriores de Bieber, este se centra en el baile y la coreografía. En una entrevista Meyers dijo que quería que el video fuera más divertido y comentó:

«En este vídeo estamos introduciendo a Justin en el mundo del baile y dándole la oportunidad de integrar diferentes estilos. Decidimos mantener la dirección artística de forma simple mediante el uso de imágenes explícitas y enfocándose en el baile. Sin argumentos largos, sin multitud de personas, simplemente así de limpio».

Una previsualización del vídeo fue publicada en AOL PopEater.com y posteriormente en el canal de Vevo de Bieber, la cual incluye escenas entre bastidores del cantante con los bailarines, momentos destacados de la filmación con Usher y grabaciones con una pantalla verde de fondo. Bieber dijo, «Es realmente impresionante poder trabajar con bailarines profesionales, ya sabes, gente que está involucrada en esto, como los bailarines de ABDC, y además tener la aprobación de la coreógrafa Jamaica, quien dijo que era realmente "bueno" y que no tenía que corregirme nada». El video se estrenó el 17 de junio de 2010 durante la séptima temporada del programa de telerrealidad So You Think You Can Dance, y fue presentado por Usher después de su interpretación de la canción «OMG». Esa misma noche se estrenó en Vevo. El video muestra grupos de baile como Poreotics —ganadores de la quinta temporada del America's Best Dance Crew—, Beat Freaks —ganadores de la tercera temporada—, Syrenz, LXD, Medea Sirkas, los bailarines Daniela Castro y Bboy Fly, entre otros. La cantante y actriz Katerina Graham hace una aparición en una escena con Poreotics. El mejor amigo de Bieber, Ryan Butler, quien aparece en el video de «One Time», nuevamente aparece en este video vestido con una camiseta con el anuncio de la cuenta de éste en Twitter. De acuerdo con Tamar Antai de MTV News el vídeo «hace una vaga alusión» a los videos de Busta Rhymes «Pass the Courvoisier, Part II» y Chris Brown «Wall to Wall». Una escena coreográfica en la que aparecen bailarines con mochilas guarda semejanza con el video de Usher «You Make Me Wanna» (1997).

### Sinopsis
El vídeo se desarrolla principalmente en un escenario conformado por un telón de fondo negro, donde se presenta a Bieber bailando junto a diferentes grupos de bailarines, también hay escenas con ninjas y fuego. La secuencia comienza con una escena en la que el cantante representa una coreografía junto a otros artistas y cada uno de los participantes es iluminado con un efecto de luz blanca que destaca sus movimientos. Después aparece una bailarina que lo provoca y lo desafía. En otra escena Bieber interpreta una coreografía al estilo «stepping» y es acompañado por dos bailarines con el torso descubierto, los cuales usan gorras y tirantes rojos. Un manto de humo cubre el escenario y sirve como transición para presentar una nueva secuencia en la que Bieber baila con el grupo de bailarines Beat Freaks. Posteriormente se da paso a un nuevo acto en el que Usher es el protagonista y mientras canta los coros el grupo The Sirenz baila al compás de su música. Las bailarinas de esta escena llevan consigo abanicos y hacen reminiscencia al baile de las geishas japonesas, en un escenario cubierto por lámparas colgantes de metal. A este mismo acto se une Bieber junto al grupo de baile Poreotics. Seguidamente un escenario enmarcado con fuego y en el centro dibujado con caligrafía china la palabra amor sirven de fondo para una escena en la que Usher y Bieber cantan y bailan juntos. Los bailarines Medea Sirkas los acompañan en este acto y visten trajes de ninja. A partir de esta escena se intercalan los escenarios y se muestran diferentes coreografías, entre las cuales destaca la participación de la bailarina Daniela Castro, también el baile con mochilas del grupo LXD y la coreografía grupal de Bieber con todos los bailarines. El video concluye en el escenario con caligrafía china donde cantan a dúo Bieber y Usher. 

### Crítica
Mónica Herrera de Billboard dijo que el poderío estelar de Usher sobre el escenario «tiene claramente un efecto en el cantante de dieciséis años» que se puede vislumbrar en el video. De hecho comentó que Bieber se luce con los «movimientos más refinados de su carrera» y «afronta la más compleja de sus coreografías». Jocelyn Vena de MTV News manifestó «Aunque Bieber se burló de sus habilidades para bailar en el vídeo de 'Baby', en este nuevo video logra canalizar los movimientos estilizados de Usher». Tamar Antai de MTV dijo que «Usher realiza la parte más compleja en lo que a la coreografía se refiere y Justin, quien es más cantante que bailarín, no pone en peligro el protagonismo de Usher en la pista de baile». También comparó los movimientos de Bieber con los de Usher en su videoclip «Caught Up», y comentó «es agradable ver que Bieber amplía su horizonte artístico al incluir movimientos pélvicos, inclinaciones estilo 'Matrix' en cámara lenta» y «también es agradable ver que Justin luce más maduro y más sofisticado con su sudadera con capucha y su chaqueta de cuero....y sus videos están creciendo con él, ya que este es el más llamativo y grandioso hasta el momento». Antai también comentó sobre la apariencia del vídeo y elogió a Meyers, «quien fue el responsable de perfeccionar el video al darle un costoso estilo clásico de principios de los años 2000 —especialmente al emplear fuego, tipos sin camisa, ninjas blancos—...».

## Lista de canciones
- CD promocional - Europa

1. «Somebody to Love» - 3:40
2. «Somebody to Love» (Remix junto con Usher ) - 3:43

- Sencillo de descarga digital - Reino Unido

1. «Somebody To Love» - 3:40
2. «Where Are You Now» - 4:27